# Grand Prix moto d'Ulster 1959
Le Grand Prix moto d'Ulster 1959 était la septième manche du Championnat du monde de vitesse moto 1959. La compétition s'est déroulée le 8 août 1959 sur le Circuit de Dundrod dans le Comté d'Antrim (Irlande). C'est la 31e édition du Grand Prix moto d'Ulster et la 11e édition comptant pour le championnat du monde.

## Résultats des 500 cm³
| Pos | Pilote         | Moto      | Temps/Écart       | Points |
| --- | -------------- | --------- | ----------------- | ------ |
| 1   | John Surtees   | MV Agusta | 1 h 33 min 24 s 0 | 8      |
| 2   | Bob McIntyre   | Norton    | + 29 s 0          | 6      |
| 3   | Geoff Duke     | Norton    | + 2 min 41 s 0    | 4      |
| 4   | Terry Shepherd | Norton    | + 3 min 31 s 0    | 3      |
| 5   | Bob Brown      | Norton    | + 4 min 19 s 0    | 2      |
| 6   | Alastair King  | Norton    | + 4 min 30 s 0    | 1      |
| 7   | Dickie Dale    | BMW       | + 1 tour          |        |
| 8   | John Hempleman | Norton    | + 1 tour          |        |
| 9   | Alan Shepherd  | Matchless | + 1 tour          |        |
| 10  | Ralph Rensen   | Norton    | + 1 tour          |        |
| 11  | ...            | ...       | + ?               |        |

## Résultats des 350 cm³
| Pos | Pilote         | Moto      | Temps           | Points |
| --- | -------------- | --------- | --------------- | ------ |
| 1   | John Surtees   | MV Agusta | 1 h 37 min 29 s | 8      |
| 2   | Bob Brown      | Norton    | + ?             | 6      |
| 3   | Geoff Duke     | Norton    | + ?             | 4      |
| 4   | Dickie Dale    | AJS       | + ?             | 3      |
| 5   | Tom Phillis    | Norton    | + ?             | 2      |
| 6   | John Hempleman | Norton    | + ?             | 1      |
| 7   | ...            | ...       | + ?             |        |

## Résultats des 250 cm³
| Pos | Pilote        | Moto       | Temps       | Points |
| --- | ------------- | ---------- | ----------- | ------ |
| 1   | Gary Hocking  | MZ         | 59 min 49 s | 8      |
| 2   | Mike Hailwood | FB Mondial | + ?         | 6      |
| 3   | Ernst Degner  | MZ         | + ?         | 4      |
| 4   | Tommy Robb    | MZ         | + ?         | 3      |
| 5   | Phil Carter   | NSU        | + ?         | 2      |
| 6   | Günter Beer   | Adler      | + ?         | 1      |
| 7   | ...           | ...        | + ?         |        |

## Résultats des 125 cm³
| Pos | Pilote         | Moto   | Temps       | Points |
| --- | -------------- | ------ | ----------- | ------ |
| 1   | Mike Hailwood  | Ducati | 54 min 19 s | 8      |
| 2   | Gary Hocking   | MZ     | + ?         | 6      |
| 3   | Ernst Degner   | MZ     | + ?         | 4      |
| 4   | Ken Kavanagh   | Ducati | + ?         | 3      |
| 5   | Alberto Pagani | Ducati | + ?         | 2      |
| 6   | Arthur Wheeler | Ducati | + ?         | 1      |
| 7   | ...            | ...    | + ?         |        |